# Placówka Straży Granicznej II linii „Myszyniec”
Placówka Straży Granicznej II linii „Myszyniec” – jednostka organizacyjna Straży Granicznej pełniąca służbę wywiadowczą na granicy polsko-niemieckiej w okresie międzywojennym.

## Formowanie i zmiany organizacyjne
Rozporządzeniem Prezydenta Rzeczypospolitej Polskiej Ignacego Mościckiego z 22 marca 1928 roku, do ochrony północnej, zachodniej i południowej granicy państwa, a w szczególności do ich ochrony celnej, powoływano z dniem 2 kwietnia 1928 roku Straż Graniczną.
Rozkazem nr 1 z 12 marca 1928 roku w sprawach organizacji Mazowieckiego Inspektoratu Okręgowego Naczelny Inspektor Straży Celnej gen. bryg. Stefan Pasławski określił strukturę organizacyjną komisariatu SG „Myszyniec”. Placówka Straży Granicznej II linii „Myszyniec” znalazła się w jego strukturze. 
Placówce Myszyniec podlegał posterunek SG „Łyse”. 
Z dniem 1 lutego 1932 zniesiony został posterunek SG „Różan”.
Z dniem 1 października 1932 zniesiony został posterunek SG „Kadzidło”.
Z dniem 1 kwietnia 1937 zniesiony został posterunek SG „Łyse”.

## Dowódcy placówki
| stopień  | imię i nazwisko  | okres pełnienia służby | kolejne stanowisko |
| -------- | ---------------- | ---------------------- | ------------------ |
| sierżant | Tadeusz Zagórski | był IX 1939            |                    |